# Dom Cavati
Dom Cavati é um município brasileiro no interior do estado de Minas Gerais, Região Sudeste do país. Localiza-se no Vale do Rio Doce e pertence ao colar metropolitano do Vale do Aço, estando situado a cerca de 280 km a leste da capital do estado. Ocupa uma área de 59,52 km², sendo que 0,3 km² estão em perímetro urbano, e sua população em 2022 era de 4 904 habitantes.
A sede tem uma temperatura média anual de 21,9 °C e na vegetação original do município predomina a Mata Atlântica. Com 88% da população vivendo na zona urbana, a cidade contava, em 2009, com sete estabelecimentos de saúde. O seu Índice de Desenvolvimento Humano (IDH) é de 0,688, classificado como médio em relação ao estado.
A exploração da área do atual município teve início por volta de 1908, quando chegaram à região Antônio José de Freitas e sua família, que deram início ao cultivo do café. A prosperidade da cultura atraiu novos moradores e na década de 1940, a construção da BR-116 (Rodovia Rio–Bahia) consolidou a formação de um núcleo urbano, que foi elevado a distrito, pertencente a Inhapim, em 1948 e emancipado em 1962, instalando-se em 1º de março de 1963.
As principais manifestações culturais presentes no município são o artesanato e os grupos musicais e de manifestação tradicional popular, além dos eventos festivos, tais como as festividades do aniversário da cidade, as festas juninas e as comemorações religiosas da Semana Santa, de Corpus Christi e da Festa de Nossa Senhora Aparecida, padroeira municipal.

## História
Os primeiros a se estabelecerem na área do atual município de Dom Cavati foram Antônio José de Freitas e sua família, que vieram de Muriaé em 1908. Havia indígenas no local, no entanto os poucos representantes abandonaram o local temendo conflitos, assim como vinha ocorrendo em terras próximas, e pouco tempo depois teve início da derrubada da mata virgem para o cultivo do café. A construção da Estrada de Ferro Vitória a Minas (EFVM) incentivava o povoamento da região do Vale do Rio Doce, mas somente na década de 1940, com a chegada da BR-116 (Rodovia Rio–Bahia), é que se estabeleceu um núcleo urbano, que passou a servir como ponto de parada e abastecimento de caminhoneiros e viajantes.
O povoado que estava a surgir recebeu a denominação de Dom Cavati, em homenagem a Dom João Batista Cavati, então bispo da Diocese de Caratinga. Dado o desenvolvimento econômico e populacional, pela lei nº 336, de 27 de dezembro de 1948, foi criado o distrito de Dom Cavati, subordinado a Inhapim. O distrito veio a se emancipar pela lei estadual nº 2.764, de 30 de dezembro de 1962, instalando-se em 1º de março de 1963.
Nas eleições municipais para prefeito de 2008, houve empate entre Pedro Euzébio Sobrinho (PT) e Jair Vieira (DEM), que receberam 1 919 votos cada um. Jair Vieira ficou com o cargo por ser mais velho, tendo nascido em 3 de agosto de 1935 e ocupando seu quarto mandato na prefeitura, enquanto que Pedro nasceu em 5 de março de 1966.

## Geografia
A área do município, segundo o Instituto Brasileiro de Geografia e Estatística (IBGE), é de 59,52 km², sendo que 0,3682 km² constituem a zona urbana. Situa-se a 19º22'26" de latitude sul e 42°06'23" de longitude oeste e está a uma distância de 280 quilômetros a leste da capital mineira, fazendo parte do colar metropolitano do Vale do Aço juntamente com outras 23 cidades (além dos quatro municípios principais). Seus municípios limítrofes são Tarumirim, a norte; São João do Oriente, a oeste; e Inhapim, a sul e leste.
De acordo com a divisão regional vigente desde 2017, instituída pelo IBGE, o município pertence às Regiões Geográficas Intermediária e Imediata de Ipatinga. Até então, com a vigência das divisões em microrregiões e mesorregiões, fazia parte da microrregião de Caratinga, que por sua vez estava incluída na mesorregião do Vale do Rio Doce.

### Relevo, hidrografia e meio ambiente
O relevo do município de Dom Cavati é predominantemente montanhoso, estando a cidade situada aos pés da Serra de Caratinga. Em aproximadamente 60 % do território dom-cavatiano há o predomínio de mares de morros e terrenos montanhosos, enquanto cerca de 30 % é coberto por áreas onduladas e terrenos montanhosos e os 10 % restantes são lugares planos. A altitude máxima encontra-se a 705 metros acima do nível do mar, enquanto que a altitude mínima está no córrego Chico da Cunha, com 441 metros. A vegetação predominante é a Mata Atlântica, sendo que os principais problemas ambientais presentes, segundo a prefeitura em 2010, estavam relacionados às queimadas. O desmatamento está presente na região desde o estabelecimento dos primeiros moradores, no começo do século XX, quando a mata virgem era derrubada para dar lugar às plantações de café.
O território é banhado por vários mananciais, sendo os mais representativos o rio Caratinga e o córrego Chico da Cunha, que fazem parte da bacia do rio Doce. Por vezes, na estação das chuvas, os mananciais que cortam o município sofrem com a elevação de seus níveis, provocando enchentes em suas margens, o que exige a existência de um sistema de alerta contra enchentes eficaz. A cidade foi uma das afetadas por chuvas intensas durante as enchentes de 1979, que também atingiram vários municípios do leste mineiro, e em 2003 e 2009 fortes chuvas provocaram novamente grandes inundações nas proximidades dos rios. Atualmente existe uma série de estações pluviométricas e fluviométricas instaladas na região, que são administradas pela Companhia de Pesquisa de Recursos Minerais (CPRM) e Agência Nacional de Águas e Saneamento Básico (ANA) e que visam a alertar a população de uma possível enchente.

### Clima
| Maiores acumulados diários de chuva registrados em Dom Cavati por meses | Maiores acumulados diários de chuva registrados em Dom Cavati por meses | Maiores acumulados diários de chuva registrados em Dom Cavati por meses | Maiores acumulados diários de chuva registrados em Dom Cavati por meses | Maiores acumulados diários de chuva registrados em Dom Cavati por meses | Maiores acumulados diários de chuva registrados em Dom Cavati por meses |
| Mês                                                                     | Acumulado                                                               | Data                                                                    | Mês                                                                     | Acumulado                                                               | Data                                                                    |
| ----------------------------------------------------------------------- | ----------------------------------------------------------------------- | ----------------------------------------------------------------------- | ----------------------------------------------------------------------- | ----------------------------------------------------------------------- | ----------------------------------------------------------------------- |
| Janeiro                                                                 | 110,2 mm                                                                | 08/01/2003                                                              | Julho                                                                   | 26,3 mm                                                                 | 22/07/2016                                                              |
| Fevereiro                                                               | 120 mm                                                                  | 08/02/1995                                                              | Agosto                                                                  | 33,1 mm                                                                 | 23/08/1985                                                              |
| Março                                                                   | 171 mm                                                                  | 12/03/1973                                                              | Setembro                                                                | 60 mm                                                                   | 22/09/2009                                                              |
| Abril                                                                   | 103 mm                                                                  | 28/04/2017                                                              | Outubro                                                                 | 104,6 mm                                                                | 27/10/2010                                                              |
| Maio                                                                    | 67,5 mm                                                                 | 06/05/2001                                                              | Novembro                                                                | 117,8 mm                                                                | 30/11/1997                                                              |
| Junho                                                                   | 58,8 mm                                                                 | 12/06/1993                                                              | Dezembro                                                                | 122,1 mm                                                                | 15/12/2014                                                              |
| Fonte: Agência Nacional de Águas e Saneamento Básico (ANA).             |                                                                         |                                                                         |                                                                         |                                                                         |                                                                         |

O clima dom-cavatiano é caracterizado, segundo o IBGE, como tropical sub-quente semiúmido (tipo Aw segundo Köppen), tendo temperatura média anual de 21,9 °C com invernos secos e amenos e verões chuvosos e com temperaturas elevadas. O mês mais quente, março, tem temperatura média de 24,3 °C, sendo a média máxima de 29,6 °C e a mínima de 19 °C. E o mês mais frio, julho, de 18,8 °C, sendo 25,3 °C e 12,3 °C as médias máxima e mínima, respectivamente. Outono e primavera são estações de transição.
A precipitação média anual é de 1 167,4 mm, sendo junho o mês mais seco, quando ocorrem apenas 12,6 mm. Em dezembro, o mês mais chuvoso, a média fica em 209,8 mm. Nos últimos anos, entretanto, os dias quentes e secos durante o inverno têm sido cada vez mais frequentes, não raro ultrapassando a marca dos 30 °C, especialmente entre julho e setembro. Em junho de 2003, por exemplo, a precipitação de chuva em Dom Cavati não passou dos 0 mm. Durante a época das secas e em longos veranicos em pleno período chuvoso também são comuns registros de queimadas em morros e matagais, principalmente na zona rural da cidade, o que contribui com o desmatamento e com o lançamento de poluentes na atmosfera.
Segundo dados da Companhia de Pesquisa de Recursos Minerais (CPRM), desde 1969 o maior acumulado de chuva registrado em 24 horas em Dom Cavati foi de 171 mm no dia 12 de março de 1973. Outros grandes acumulados foram de 122,1 mm em 15 de dezembro de 2014, 120 mm em 8 de fevereiro de 1995 e 117,8 mm em 30 de novembro de 1997. De acordo com o Instituto Nacional de Pesquisas Espaciais (INPE), o município é o 462º colocado no ranking de ocorrências de descargas elétricas no estado de Minas Gerais, com uma média anual de 3,5728 raios por quilômetro quadrado.
| Dados climatológicos para Dom Cavati | Dados climatológicos para Dom Cavati | Dados climatológicos para Dom Cavati | Dados climatológicos para Dom Cavati | Dados climatológicos para Dom Cavati | Dados climatológicos para Dom Cavati | Dados climatológicos para Dom Cavati | Dados climatológicos para Dom Cavati | Dados climatológicos para Dom Cavati | Dados climatológicos para Dom Cavati | Dados climatológicos para Dom Cavati | Dados climatológicos para Dom Cavati | Dados climatológicos para Dom Cavati | Dados climatológicos para Dom Cavati |
| Mês                                  | Jan                                  | Fev                                  | Mar                                  | Abr                                  | Mai                                  | Jun                                  | Jul                                  | Ago                                  | Set                                  | Out                                  | Nov                                  | Dez                                  | Ano                                  |
| ------------------------------------ | ------------------------------------ | ------------------------------------ | ------------------------------------ | ------------------------------------ | ------------------------------------ | ------------------------------------ | ------------------------------------ | ------------------------------------ | ------------------------------------ | ------------------------------------ | ------------------------------------ | ------------------------------------ | ------------------------------------ |
| Temperatura máxima média (°C)        | 29,5                                 | 29,6                                 | 29,6                                 | 27,9                                 | 26,5                                 | 25,6                                 | 25,3                                 | 26,2                                 | 26,8                                 | 27,5                                 | 28,1                                 | 28,5                                 | 27,5                                 |
| Temperatura mínima média (°C)        | 18,5                                 | 18,9                                 | 19                                   | 17,3                                 | 15                                   | 13,1                                 | 12,3                                 | 13,3                                 | 15                                   | 17,5                                 | 18,5                                 | 18,9                                 | 16,4                                 |
| Precipitação (mm)                    | 198,6                                | 107,5                                | 139,8                                | 74,8                                 | 31,1                                 | 15,2                                 | 12,6                                 | 18,9                                 | 48,6                                 | 114,6                                | 195,9                                | 209,8                                | 1 167,4                              |
| Fonte: Somar Meteorologia            |                                      |                                      |                                      |                                      |                                      |                                      |                                      |                                      |                                      |                                      |                                      |                                      |                                      |

## Demografia
Em 2010, a população do município foi contada pelo Instituto Brasileiro de Geografia e Estatística (IBGE) em 5 209 habitantes. Segundo o censo daquele ano, 2 536 habitantes eram homens e 2 673 habitantes eram mulheres. Ainda segundo o mesmo censo, 4 607 habitantes viviam na zona urbana e 602 na zona rural. Já segundo estatísticas divulgadas em 2018, a população municipal era de 5 097 habitantes. Da população total em 2010, 1 167 habitantes (22,4%) tinham menos de 15 anos de idade, 3 370 habitantes (64,7%) tinham de 15 a 64 anos e 672 pessoas (12,9%) possuíam mais de 65 anos, sendo que a esperança de vida ao nascer era de 72,0 anos e a taxa de fecundidade total por mulher era de 1,9.
Em 2010, a população dom-cavatiana era composta por 2 084 brancos (40,01%); 327 negros (6,28%); 30 amarelos (0,58%); 2 766 pardos (53,10%) e dois indígenas (0,04%). Considerando-se a região de nascimento, 34 eram nascidos na Região Nordeste (0,65%), 5 158 no Sudeste (99,02%), cinco no Sul (0,10%) e quatro no Centro-Oeste (0,08%). 5 008 habitantes eram naturais do estado de Minas Gerais (96,15%) e, desse total, 2 654 eram nascidos em Dom Cavati (50,94%). Entre os 201 naturais de outras unidades da federação, São Paulo era o estado com maior presença, com 96 pessoas (1,84%), seguido pelo Rio de Janeiro, com 40 residentes (0,76%), e pela Bahia, com 21 habitantes residentes no município (0,40%).
O Índice de Desenvolvimento Humano Municipal (IDH-M) de Dom Cavati é considerado médio pelo Programa das Nações Unidas para o Desenvolvimento (PNUD), sendo que seu valor é de 0,688 (o 2224º maior do Brasil). A cidade possui a maioria dos indicadores próximos à média nacional segundo o PNUD. Considerando-se apenas o índice de educação o valor é de 0,630, o valor do índice de longevidade é de 0,784 e o de renda é de 0,660. De 2000 a 2010, a proporção de pessoas com renda domiciliar per capita de até meio salário mínimo reduziu em 55,0% e em 2010, 86,4% da população vivia acima da linha de pobreza, 8,9% encontrava-se na linha da pobreza e 4,8% estava abaixo e o coeficiente de Gini, que mede a desigualdade social, era de 0,44, sendo que 1,00 é o pior número e 0,00 é o melhor. A participação dos 20% da população mais rica da cidade no rendimento total municipal era de 49,9%, ou seja, dez vezes superior à dos 20% mais pobres, que era de 4,8%.
De acordo com dados do censo de 2010 realizado pelo IBGE, a população de Dom Cavati está composta por: 3 511 católicos (67,41%), 1 345 evangélicos (25,83%), 293 pessoas sem religião (5,62%), 27 testemunhas de Jeová (0,53%) e 0,61% estão divididas entre outras religiões.

## Política e administração
A administração municipal se dá pelos Poderes Executivo e Legislativo. O Executivo é exercido pelo prefeito, auxiliado pelo seu gabinete de secretários. O atual prefeito é José Santana Júnior, do PSDB, eleito nas eleições municipais de 2016 com 59,50% dos votos válidos e empossado em 1º de janeiro de 2017, ao lado de Geraldo do Nilo como vice-prefeito. O Poder Legislativo, por sua vez, é constituído pela câmara municipal, composta por nove vereadores. Cabe à casa elaborar e votar leis fundamentais à administração e ao Executivo, especialmente o orçamento participativo (Lei de Diretrizes Orçamentárias).
Em complementação ao processo Legislativo e ao trabalho das secretarias, existem também conselhos municipais em atividade, entre os quais dos direitos da criança e do adolescente, criado em 2009, e tutelar, criado em 2003. Dom Cavati se rege por sua lei orgânica, que foi promulgada em 5 de fevereiro de 1990, e é termo da Comarca de Inhapim, do Poder Judiciário estadual, de segunda entrância, juntamente com os municípios de Bugre e Iapu. O município possuía, em janeiro de 2017, 4 992 eleitores, de acordo com o Tribunal Superior Eleitoral (TSE), o que representa 0,032% do eleitorado mineiro.

## Economia
O Produto Interno Bruto (PIB) de Dom Cavati é um dos maiores de sua microrregião, destacando-se na agropecuária e na área de prestação de serviços. De acordo com dados do IBGE, relativos a 2011, o PIB do município era de R$ 34 830 mil. 1 104 mil eram de impostos sobre produtos líquidos de subsídios a preços correntes e o PIB per capita era de R$ 6 712,23. Em 2010, 60,28% da população maior de 18 anos era economicamente ativa, enquanto que a taxa de desocupação era de 6,03%. Salários juntamente com outras remunerações somavam 4 876 mil reais e o salário médio mensal de todo município era de 1,4 salários mínimos. Havia 127 unidades locais e 129 empresas atuantes.
Setor primário
| Produção de cana-de-açúcar, mandioca e milho (2012) | Produção de cana-de-açúcar, mandioca e milho (2012) | Produção de cana-de-açúcar, mandioca e milho (2012) |
| --------------------------------------------------- | --------------------------------------------------- | --------------------------------------------------- |
| Produto                                             | Área colhida (hectares)                             | Produção (tonelada)                                 |
| Cana-de-açúcar                                      | 55                                                  | 4 750                                               |
| Mandioca                                            | 91                                                  | 910                                                 |
| Milho                                               | 98                                                  | 312                                                 |

A agricultura é setor menos relevante na economia de Dom Cavati. Em 2011, de todo o PIB da cidade, 3 721 mil reais era o valor adicionado bruto da agropecuária, enquanto que em 2010, 15,96% da população economicamente ativa do município estava ocupada no setor. Segundo o IBGE, em 2012 o município possuía um rebanho de 4 123 bovinos, 148 caprinos, 75 equinos, 84 muares, 40 ovinos, 741 suínos e 5 019 aves, entre estas 3 054 galinhas e 1 965 galos, frangos e pintinhos. Neste mesmo ano, a cidade produziu 1 473 mil litros de leite de 1 345 vacas, 21 mil dúzias de ovos de galinha e 1 200 quilos de mel de abelha.
Na lavoura temporária, são produzidos principalmente a cana-de-açúcar (4 750 toneladas produzidas e 55 hectares cultivados), a mandioca (910 toneladas e 91 hectares) e o milho (312 toneladas e 98 hectares), além do amendoim, do arroz, da batata doce, do feijão e do tomate. Já na lavoura permanente, destacam-se a banana (1 080 toneladas produzidas e 50 hectares cultivados), a manga (144 toneladas produzidas e seis hectares cultivados) e o maracujá (110 toneladas e cinco hectares), além do café, do coco-da-baía e da laranja.
Setores secundário e terciário
A indústria, em 2011, era o setor segundo mais relevante para a economia do município. 4 250 reais do PIB municipal eram do valor adicionado bruto da indústria (setor secundário). A produção industrial ainda é incipiente na cidade, mesmo que comece a dar sinais de aprimoramento, sendo resumida principalmente à extração de madeira, em especial do eucalipto, para suprir à demanda das siderúrgicas da Região Metropolitana do Vale do Aço, como da Cenibra. Em 2012, de acordo com o IBGE, foram extraídos 300 metros cúbicos de madeira e segundo estatísticas do ano de 2010, 0,10% dos trabalhadores de Dom Cavati estavam ocupados no setor industrial extrativista e 7,05% na indústria de transformação.
A chegada da BR-116, na década de 1940, consolidou a formação do núcleo urbano que mais tarde daria origem ao distrito de Dom Cavati e, posteriormente, ao município. Na ocasião, surgiram as primeiras moradias e houve o estabelecimento do comércio, com a cidade servido como ponto de parada e abastecimento para viajantes. Em 2010, 12,07% da população ocupada estava empregada no setor de construção, 0,57% nos setores de utilidade pública, 15,92% no comércio e 45,18% no setor de serviços e em 2011, 25 754 reais do PIB municipal eram do valor adicionado bruto do setor terciário.

## Infraestrutura

### Habitação e criminalidade
No ano de 2010, a cidade tinha 1 701 domicílios particulares permanentes. Desse total, 1 634 eram casas, 50 eram apartamentos e 17 eram casas de vila ou em condomínios. Do total de domicílios, 1 150 são imóveis próprios (1 130 já quitados e 20 em aquisição), 354 foram alugados, 194 foram cedidos (43 cedidos por empregador e 151 cedidos de outra forma) e três foram ocupados sob outra condição. Parte dessas residências conta com água tratada, energia elétrica, esgoto, limpeza urbana, telefonia fixa e telefonia celular. 1 442 domicílios eram atendidos pela rede geral de abastecimento de água (84,77% do total); 1 698 (99,82%) possuíam banheiros para uso exclusivo das residências; 1 487 (87,41% deles) eram atendidos por algum tipo de serviço de coleta de lixo; e 1 698 (99,82%) possuíam abastecimento de energia elétrica. O lixo coletado em Dom Cavati é encaminhado à Central de Resíduos do Vale do Aço, localizada em Santana do Paraíso.
A criminalidade ainda é um problema presente em Dom Cavati. Entre 2006 e 2008, foram registrados um homicídio (em 2006), dois suicídios (todos em 2008) e quatro óbitos por acidentes de trânsito (todos em 2007).

### Saúde e educação
Em 2009, o município possuía sete estabelecimentos de saúde entre hospitais, pronto-socorros, postos de saúde e serviços odontológicos, sendo seis públicos (todos municipais) e um privado. Todos os estabelecimentos faziam parte do Sistema Único de Saúde (SUS). Em 2012, 99,8% das crianças menores de 1 ano de idade estavam com a carteira de vacinação em dia. Em 2011, foram registrados 69 nascidos vivos, sendo que o índice de mortalidade infantil neste ano foi nulo, ou seja, não houve registros óbitos de crianças menores de cinco anos de idade. Em 2010, 2,59% das mulheres de 10 a 17 anos tiveram filhos (todas acima dos 15 anos) e a taxa de atividade entre meninas de 10 a 14 anos era de 13,50%. 1 180 crianças foram pesadas pelo Programa Saúde da Família em 2012, sendo que nenhuma delas estava desnutrida.
Na área da educação, o Índice de Desenvolvimento da Educação Básica (IDEB) médio entre as escolas públicas de Dom Cavati era, no ano de 2011, de 4,9 (numa escala de avaliação que vai de nota 1 à 10), sendo que a nota obtida por alunos do 5º ano (antiga 4ª série) foi de 6,0 e do 9º ano (antiga 8ª série) foi de 3,9; o valor das escolas públicas de todo o Brasil era de 4,0. Em 2010, 6,3% das crianças com faixa etária entre sete e quatorze anos não estavam cursando o ensino fundamental. A taxa de conclusão, entre jovens de 15 a 17 anos, era de 74,6% e o percentual de alfabetização de jovens e adolescentes entre 15 e 24 anos era de 99,2%. A distorção idade-série entre alunos do ensino fundamental, ou seja, com com idade superior à recomendada, era de 3,8% para os anos iniciais e 17,8% nos anos finais e, no ensino médio, a defasagem chegava a 18,4%. Dentre os habitantes de 18 anos ou mais, 39,32% tinham completado o ensino fundamental e 24,98% o ensino médio, sendo que a população tinha em média 10,26 anos esperados de estudo.
Em 2010, de acordo com dados da amostra do censo demográfico, da população total, 1 448 habitantes frequentavam creches e/ou escolas. Desse total, sete frequentavam creches, 141 estavam no ensino pré-escolar, 47 na classe de alfabetização, 14 na alfabetização de jovens e adultos, 773 no ensino fundamental, 242 no ensino médio, 13 na educação de jovens e adultos do ensino fundamental, 38 na educação de jovens e adultos do ensino médio, 37 na especialização de nível superior e 137 em cursos superiores de graduação. 3 761 pessoas não frequentavam unidades escolares, sendo que 601 nunca haviam frequentado e 3 160 haviam frequentado alguma vez. O município contava, em 2012, com aproximadamente 1 176 matrículas nas instituições de ensino da cidade e, neste mesmo ano, das três escolas do ensino fundamental, duas pertenciam à rede pública municipal e uma à rede pública estadual. A escola que oferecia ensino médio pertencia à rede pública estadual.
| Ensino pré-escolar | 133 | 8  | 2 |
| Ensino fundamental | 826 | 49 | 3 |
| Ensino médio       | 217 | 13 | 1 |

### Comunicação e serviços básicos
O código de área (DDD) de Dom Cavati é 033 e o Código de Endereçamento Postal (CEP) vai de 35148-000 a 35149-999. No dia 10 de novembro de 2008, o município passou a ser servido pela portabilidade, juntamente com outros municípios com o mesmo DDD. A portabilidade é um serviço que possibilita a troca da operadora sem a necessidade de se trocar o número do aparelho.
A responsável pelo serviço de abastecimento de energia elétrica é a Companhia Energética de Minas Gerais (Cemig). Segundo a empresa, em 2003 havia 2 018 consumidores e foram consumidos 3 161 912 KWh de energia. Já o serviço de abastecimento de água e coleta de esgoto da cidade é feito pela Companhia de Saneamento de Minas Gerais (Copasa), sendo que em 2008 havia 2 076 unidades consumidoras e eram distribuídos em média 817 m³ de água tratada por dia.

### Transportes
A frota municipal no ano de 2012 era de 2 400 veículos, sendo 1 098 automóveis, 191 caminhões, oito caminhões trator, 171 caminhonetes, 71 caminhonetas, 12 micro-ônibus, 735 motocicletas, 65 motonetas, dez ônibus, três utilitários e 36 classificados como outros tipos de veículos. Dom Cavati possui acesso a três rodovias federais: a BR-381, que começa em São Mateus, no litoral do Espírito Santo, passa por Governador Valadares, pelo Vale do Aço, Região Metropolitana de Belo Horizonte e sul de Minas e termina na cidade de São Paulo; a BR-116, que é a principal rodovia brasileira, ligando Fortaleza (CE) a Jaguarão (RS); e a BR-458, que conecta a BR-116 e a região de Governador Valadares a Ipatinga.
Sob o título de Rodovia Rio–Bahia, a BR-116 corta o perímetro urbano da cidade, o qual se consolidou devido à chegada da via ao então povoado pertencente a Inhapim, na década de 1940. Conforme já citado, às margens da rodovia se estabeleceram moradias e comércio e o atual município se tornou um importante ponto de descanso e recarga para estradistas, servindo ainda como principal meio ligação a outras estradas e cidades. A Viação Riodoce mantém linhas regulares que ligam Dom Cavati a vários destinos do sul da Bahia, da porção leste de Minas Gerais e Rio de Janeiro.

## Cultura

### Espaços e instituições culturais
Dom Cavati conta com um conselho municipal de cultura, criado em 2003, e conselho de preservação do patrimônio, criado em 2002, sendo ambos paritários e de caráter consultivo. Também há legislações municipais de proteção ao patrimônio cultural material, ministradas por uma secretaria municipal exclusiva, que é o órgão gestor da cultura no município e atua em conjunto com outras cidades a fim de compactar a responsabilidade de projetos ou ações. Dentre os espaços culturais, destaca-se a existência de biblioteca mantida pelo poder público municipal, museus, centro cultural, clubes, associações recreativas e estádios ou ginásios poliesportivos, segundo o IBGE em 2005 e 2012.
Há existência de equipes artísticas de teatro, grupos de manifestação tradicional popular, bandas musicais, corais, grupos de capoeira e grupos de desenho e pintura, de acordo com o IBGE em 2012. O artesanato também é uma das formas mais espontâneas da expressão cultural dom-cavatiana, sendo que, segundo o IBGE, a principal atividade artesanal desenvolvida em Dom Carati é o bordado.

### Eventos
Dentre os principais eventos realizados regularmente em Dom Cavati, que configuram-se como importantes atrativos, destacam-se as festividades do aniversário da cidade, que é comemorado no dia 1º de março; as celebrações da Semana Santa, em março ou abril, com missas e encenações em homenagem à vida, paixão e ressurreição de Jesus; as comemorações de Corpus Christi, em maio ou junho; as festas juninas, entre junho e julho; o Desfile Cívico de 7 de setembro, em homenagem ao aniversário da Independência do Brasil; e a Festa de Nossa Senhora Aparecida, em outubro, celebrada com missas e espetáculos em homenagem à padroeira do município.

### Feriados
Em Dom Cavati há um feriado municipal e oito feriados nacionais, além dos pontos facultativos. O feriado municipal é o dia do aniversário da cidade, comemorado em 1º de março.